# Amacha
Amacha (甘茶, literalmente 甘いamai="doce", "saboroso" e 茶 cha="chá", também transcrito como あまちゃ) é uma tisana japonesa confeccionada com as folhas fermentadas, e posteriormente secas, da hortênsia Hydrangea macrophylla var. thunbergii.

## Descrição
Amacha significa literalmente chá doce, nome que resulta da presença nas folhas de hortênsia de uma elevada concentração de taninos e, em particular, de filodulcina, um edulcorante natural que é 400–800 vezes mais adoçante que o açúcar de mesa (sucrose) ou duas vezes mais adoçante que a sacarina. Não contém qualquer forma de cafeína.
Esta bebida é tradicionalmente considerada como tendo propriedades anti-alérgicas e é usada como remédio tradicional na prevenção da periodontite.
Esta tisana é frequentemente usada nas cerimónias que celebram o Aniversário de Buda (Kambutsue ou Kanbutsue, jap. 灌仏会), festejado no budismo japonês no dia 8 de Abril. Naquela ocaisão é comum banhar em amacha pequenas imagens de Buda decoradas com flores, como se fosse o banho de um recém-nascido.